# Ян Се Ён
Ян Се Ён (кор. 양세영; род. 23 мая 1977) — южнокорейский кёрлингист и тренер по кёрлингу.
В составе мужской сборной Южной Кореи участник чемпионата мира 2007, трёх Тихоокеанско-азиатских чемпионатов (лучший результат — серебряные медали в 2006), чемпион Зимних Азиатских игр 2007.
Играл на позиции второго.
Как тренер мужской сборной Южной Кореи участник чемпионатов мира, Тихоокеанско-азиатских чемпионатов; как тренер сборной Южной Кореи по кёрлингу на колясках участник зимних Паралимпийских игр 2010 и чемпионата мира 2004.

## Достижения
- Зимние Азиатские игры: золото (2007).
- Тихоокеанско-азиатский чемпионат по кёрлингу: серебро (2006).

## Команды
| Сезон   | Четвёртый     | Третий        | Второй   | Первый       | Запасной     | Тренер                                                      | Турниры                       |
| ------- | ------------- | ------------- | -------- | ------------ | ------------ | ----------------------------------------------------------- | ----------------------------- |
| 2004—05 | Пэк Чон Чхоль | Ли Джэ Хо     | Ян Се Ён | Пак Квон Иль | Квон Ён Иль  | Джим Урсел, Chung Young Sup                                 | ТАЧ 2004 (5 место)            |
| 2005—06 | Пэк Чон Чхоль | Ли Джэ Хо     | Ян Се Ён | Квон Ён Иль  | Пак Квон Иль | Yoo Kun Jick                                                | ТАЧ 2005 (6 место)            |
| 2006—07 | Ли Джэ Хо     | Пэк Чон Чхоль | Ян Се Ён | Пак Квон Иль | Квон Ён Иль  | Yoo Kun Jick                                                | ТАЧ 2006                      |
| 2006—07 | Ли Джэ Хо     | Пэк Чон Чхоль | Ян Се Ён | Квон Ён Иль  | Пак Квон Иль | Kang Yang-Won (ЗАИ), Yoo Kun Jick (ЗАИ) Bradley Burton (ЧМ) | ЗАИ 2007 · ЧМ 2007 (12 место) |

(скипы выделены полужирным шрифтом)

## Результаты как тренера национальных сборных
| Год  | Турнир                                              | Команда                           | Место |
| ---- | --------------------------------------------------- | --------------------------------- | ----- |
| 2004 | Чемпионат мира по кёрлингу на колясках 2004         | Республика Корея (на колясках)    | 11    |
| 2010 | Зимние Паралимпийские игры 2010                     | Республика Корея (на колясках)    | 2     |
| 2013 | Тихоокеанско-азиатский чемпионат по кёрлингу 2013   | Республика Корея (мужчины)        | 3     |
| 2014 | Тихоокеанско-азиатский чемпионат по кёрлингу 2014   | Республика Корея (мужчины)        | 3     |
| 2015 | Тихоокеанско-азиатский чемпионат по кёрлингу 2015   | Республика Корея (мужчины)        | 1     |
| 2016 | Чемпионат мира по кёрлингу среди мужчин 2016        | Республика Корея (мужчины)        | 11    |
| 2016 | Тихоокеанско-азиатский чемпионат по кёрлингу 2016   | Республика Корея (мужчины)        | 3     |
| 2017 | Зимние Азиатские игры 2017                          | Республика Корея (мужчины)        | 3     |
| 2021 | Чемпионат мира по кёрлингу среди смешанных пар 2021 | Республика Корея (смешанная пара) | 17    |